# 화재 경보 시스템

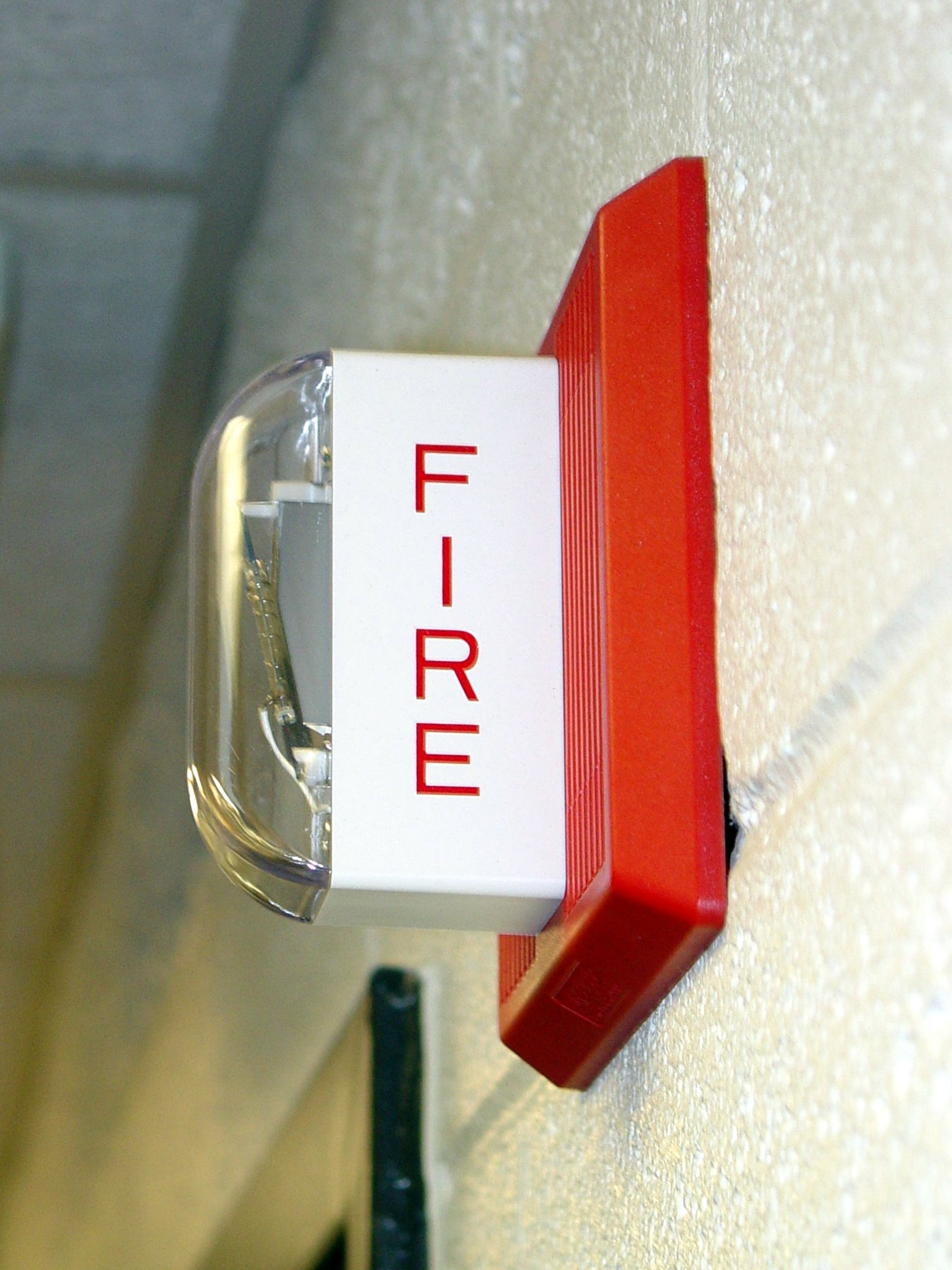
화재 경보기

화재 경보 시스템(문화어: 불종, fire alarm system)은 화재시 빠르게 알려주어 대피를 유도해 인명피해를 막는 시스템이다.
수동과 자동 방식이 있다. 자동 방식은 화재를 감지하는 감지기, 화재 발생을 알리는 발신기, 발신을 수신하여 표시·기록하는 수신기(B형·P형), 경보음을 울리는 음향경보기로 구성되어 있다.

## 같이 보기
- 소화기
- 연기 감지기
- 화재